# Rabatt (trädgård)

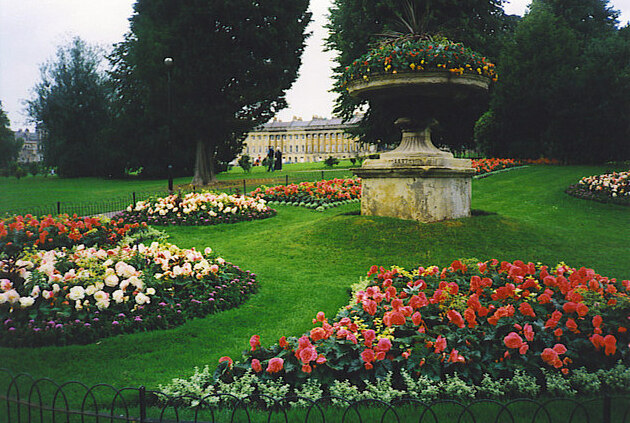
Blomrabatter i Royal Victoria Park, Bath

En rabatt är inom trädgårdsskötsel en planteringsbädd med jord att plantera prydnadsväxter i, ofta för sommarblommor eller perenner. En vanlig rabatt kan vara långsmal, men kan även vara oval, cirkulär, kvadratisk eller ha en friare form. Rabatten är ofta avgränsad mot omgivningen med plattor eller sten.
Ordet "rabatt" i denna bemärkelse är belagt i svenska språket sedan 1651. Ordet kommer från franskan där det har samma betydelse.